# Magnano in Riviera
Magnano in Riviera (Magnàn in friulano) è un comune italiano di 2 236 abitanti in Friuli-Venezia Giulia.

## Geografia fisica
Il territorio del comune risulta compreso tra i 189 e i 475 m s.l.m.. 
L'escursione altimetrica complessiva risulta essere pari a 286 metri.

## Storia
Fino al 1818 il Capoluogo era Magnano e Billerio ne era una frazione. Nel decennio 1818-1828 la situazione si rovesciò, con il Comune denominato Billerio mentre Magnano veniva declassata a frazione dello stesso. Con decreto del Viceré del Regno Lombardo Veneto n. 3261 del 15 aprile 1828 (e successiva circolare informativa dell'I.R. Governo n. 14483-2186 del 27 aprile successivo) Magnano veniva "di nuovo costituita, e denominata Capoluogo di quel comune come lo era prima dell'anno 1818, invece di quella di Billerio, e ciò attesa la molto migliore condizione e topografica posizione di Magnano al confronto di Billerio, con che quindi innanzi quel Comune si chiamerà Magnano e non Billerio" (cfr. Collezione delle leggi Istruzioni e Disposizione di massima pubblicate o diramate nelle Provincie Venete, vol. XIX, parte I, Venezia, per Francesco Andreola, s.d., p. 79).
Dopo l'annessione all'Italia (1866) al nome del comune si aggiunse il suffisso "in Riviera" per distinguerlo da altre analoghe località del territorio nazionale.   
Nel 1976 il comune fu devastato dal terremoto del Friuli, che provocò enormi crolli e danni.

### Simboli
Lo stemma e il gonfalone sono stati concessi con decreto del presidente della Repubblica del 15 settembre 1979.
Il gonfalone è un drappo partito di bianco e di giallo.

## Società

### Evoluzione demografica
Abitanti censiti

Gli abitanti sono distribuiti in 913 nuclei familiari con una media per nucleo familiare di 2,51 componenti.

### Lingue e dialetti
A Magnano in Riviera, accanto alla lingua italiana, la popolazione utilizza la lingua friulana. Ai sensi della Deliberazione n. 2680 del 3 agosto 2001 della Giunta della Regione autonoma Friuli-Venezia Giulia, il Comune è inserito nell'ambito territoriale di tutela della lingua friulana ai fini della applicazione della legge 482/99, della legge regionale 15/96 e della legge regionale 29/2007.
La lingua friulana che si parla a Magnano in Riviera rientra fra le varianti appartenenti al friulano centro-orientale.

## Economia
Risultano insistere sul territorio del comune 31 attività industriali con 357 addetti pari al 43,64% della forza lavoro occupata, 55 attività di servizio con 121 addetti pari al 14,79% della forza lavoro occupata, altre 70 attività di servizio con 249 addetti pari al 30,44% della forza lavoro occupata e 14 attività amministrative con 91 addetti pari all'11,12% della forza lavoro occupata.
Risultano occupati complessivamente 818 individui, pari al 35,75% del numero complessivo di abitanti del comune.